# موشک سویفت
موشک سویفت (به انگلیسی:swift)، موشکی است هوا به زمین و با هدایت لیزری.

سویفت ضدزره است و برای انهدام تانک ها و خودروهای زرهی بکار می‌رود. هدایت این موشک نیمه فعال و لیزری است و دارای قدرت نفوذ در زره، به اندازه ۶۵۰ میلی متر می‌باشد.

## مشخصات
- طول: ۸/۱۷۷ سانتیمتر
- قطر: ۵/۱۱ سانتیمتر
- برد: ۸-۴ کیلومتر
- سرعت: ۳۳۰ متر بر ثانیه

## منبع
- یعقوب اصلانی (۱۳۷۷)، راکت و موشک های استراتژیک جهان- جلدچهارم، انتشارات عقیدتی سیاسی ارتش جمهوری اسلامی ایران